# Starodávný svět
Starodávný svět (1994) je třetím albem Roberta Křesťana a Druhé trávy. Je nazpívané česky a obsahuje devět písní a instrumentální skladbu Windy Luboše Maliny. Na albu je ještě jedna jeho instrumentálka, Ossian, ta je však připojena bezprostředně za stejnojmennou píseň.
Všechny písničky jsou od Roberta Křesťana, pouze Ossian je překladem The Holy Wells Of Old Ireland od Petera Rowana. S původním anglickým textem i s Malinovou instrumentálkou ji Křesťan nazpíval na album Good Morning, Friend (2004).
Píseň Víla zpíval Robert Křesťan již s Poutníky (vyšla na albech Chromí koně z roku 1990 a Poutníci Live z roku 1991).
Slovo v názvu a refrénu písně Ichisah vzniklo zřejmě retrográdně ze slova hasiči.
Na tomto albu poprvé hostoval kontrabasista Petr Surý, pozdější člen Druhé trávy.

## Písně
1. Víla – 4:25
2. Krvavá Marie – 5:03
3. Za poslední lodí – 4:54
4. Windy – 2:42
5. Odpočiň si, Sáro – 4:43
6. Ossian – 4:18
7. Na plese vévodkyně z Richmondu – 4:17
8. Ichisah! – 3:52
9. Kořeny – 3:09
10. Ukolébavka pro mne – 4:09

## Obsazení

### Druhá tráva
- Robert Křesťan – zpěv
- Luboš Malina – banjo "Průcha", elektrické banjo Deering Crossfire, mandolína, klarinet
- Pavel Malina – akustická kytara, elektrické kytary Fender Stratocaster a Davay
- Jiří Meisner – basová kytara
- Luboš Novotný – dobro "Lebeda", lap steel, slide kytara

### Hosté
- František Hönig – bicí
- Vlasta Redl – zpěv a zvuky (2)
- Ivan Myslikovjan – altsaxofon (1, 5)
- Milan Nytra – klávesy (1, 3, 8)
- Ivo Viktorin – klavír a klávesy (10)
- Pavlína Jíšová – vokál (10)
- Šárka Benetková – vokál (10)
- Petr Surý – kontrabas (1, 3)